# ألمنة البولنديين
بعد تقسيم بولندا في نهاية القرن الثامن عشر، فرضت مملكة بروسيا والإمبراطورية الألمانية في وقت لاحق عددًا من سياسات وتدابير التوطين في المناطق المكتسبة حديثًا، بهدف الحد من الوجود العرقي البولندي في هذه المناطق. استمرت هذه العملية من خلال مراحلها المختلفة حتى نهاية الحرب العالمية الأولى، عندما تم نقل معظم المناطق إلى جمهورية بولندا الثانية، مما حد بشكل كبير من قدرة ألمانيا الألمانية على بذل المزيد من الجهود في جهود الجرمانية حتى الاحتلال النازي في وقت لاحق. يمكن فهم سياسات الإبادة الجماعية التي ارتكبتها ألمانيا النازية ضد البولنديين العرقيين بين عامي 1939 و1945 على أنها استمرار لعمليات التنصير السابقة.

## حتى توحيد ألمانيا
بعد التقسيم، تتابعت محاولات الألمنة من قبل فريدريك الكبير في إلى حد كبير من الروم الكاثوليك وسابقا النمساوية سيليسيا تم تمديد بطبيعة الحال ليشمل الأراضي البولندية المكتسبة حديثا. بدأت السلطات البروسية سياسة تسوية الجماعات العرقية الناطقة باللغة الألمانية في هذه المناطق. استقر فريدريك الكبير على حوالي 300000 مستعمر في المقاطعات الشرقية من بروسيا وكان يهدف إلى إزالة النبلاء البولنديين، الذي تعامل معه بازدراء ووصف البولنديين «بالقمامة البولندية السلوفينية»  في غرب بروسيا التي أعيد بناؤها حديثًا، على غرار إيروكوا. منذ بدايات الحكم البروسي، كان البولنديون خاضعين لسلسلة من التدابير ضدهم وثقافتهم؛ تم استبدال اللغة البولندية بالألمانية كلغة رسمية،  وأصبحت معظم الإدارة الألمانية أيضًا؛ حاكم بروسيا فريدريك الكبير البولنديين يحتقر ويأمل في استبدالهم الألمان. تم تصوير البولنديين على أنهم «سلاف متخلفون» من قبل المسؤولين البروس الذين أرادوا نشر اللغة والثقافة الألمانية. تمت مصادرة أرض النبلاء البولنديين وإعطاء النبلاء الألمان. قامت بروسيا بمحاولة استعمارية أخرى تهدف إلى التحول إلى اللغة الألمانية بعد عام 1832،  وعلى الرغم من أن البولنديين كانوا يشكلون 73٪ من السكان في عام 1815، فقد انخفضوا إلى 60٪ في عام 1848، في حين زاد الوجود الألماني من 25٪ إلى 30٪.

### 1815-1831
ضعفت السيطرة البروسية على المناطق البولندية إلى حد ما بعد عام 1807 حيث تمت استعادة أجزاء من التقسيم إلى دوقية وارسو.  كان وضع سلطة بروسيا يعتمد على عرقلة أي شكل من أشكال الدولة البولندية، بسبب الموقع الحاسم لويلكوبولسكا وسيليزيا وبوميرانيا - جميع المناطق التي تسكنها أغلبية بولندية أو سكان بولنديون كبيرون؛ لم تدعم المحاولات البولندية لاستعادة بولندا خلال مؤتمر فيينا، حيث حاولت بروسيا الحصول على دوقية وارسو أو على الأقل مقاطعاتها الغربية. في عام 1815، قدم الملك البروسي عدة ضمانات في كلمته أمام البولنديين في دوقية بوزن الكبرى التي تم تشكيلها حديثًا (والتي تم إنشاؤها من أراضي دوقية وارسو) فيما يتعلق بحقوق اللغة والمؤسسات الثقافية البولندية. من أجل ضمان ولاء المناطق التي تم احتلالها حديثًا، انخرط البروسيون في العديد من الإيماءات الدعائية على أمل أن تكون كافية لكسب مالكي الأراضي ودعم الطبقة الأرستقراطية.

## ألمنة البولنديين في منطقة الرور
شكل آخر من أشكال ألمنة البولنديين هو العلاقة بين الدولة الألمانية وعمال مناجم الفحم البولنديين في منطقة الرور. نظرًا للهجرة داخل الإمبراطورية الألمانية، شق طريق هائل من المواطنين البولنديين (يصل عددهم إلى 350,000) طريقهم إلى الرور في أواخر القرن التاسع عشر، حيث عملوا في صناعات الفحم والحديد. بسبب الانتفاضات المختلفة في بولندا المحتلة خلال القرن السابق، اعتبرتهم السلطات الألمانية بمثابة خطر محتمل وتهديد وكعنصر «وطني مشتبه به». كان لدى جميع العمال البولنديين بطاقات هوية خاصة وكانوا تحت مراقبة مستمرة من قبل السلطات الألمانية. بالإضافة إلى ذلك، تم الترويج للقوالب النمطية المعادية لبولندا، مثل البطاقات البريدية مع النكات عن البولنديين، وتقديمهم كأشخاص غير مسؤولين، على غرار معاملة الأيرلنديين في نيو إنجلاند في نفس الوقت تقريبًا. كان التشهير متبادلًا، حيث تصف القوافي البولندية الألمان كلابًا أو أقل من إنسان. تم حظر العديد من الأغاني التقليدية والدينية البولندية من قبل السلطات البروسية . كانت حقوق مواطنيها محدودة أيضا من قبل الدولة الألمانية. استجابة لهذه السياسات، شكل البولنديون منظماتهم الخاصة للدفاع عن مصالحهم وهويتهم العرقية. كانت أندية Sokół الرياضية ونقابة العمال Zjednoczenie Zawodowe Polskie (ZZP) و Wiarus Polski (press) وبنك Robotników من بين أفضل المنظمات المعروفة في المنطقة. في البداية، دعم العمال البولنديون، الذين نبذهم نظرائهم الألمان، حزب الوسط الكاثوليكي. منذ بداية القرن العشرين تحول دعمهم أكثر فأكثر نحو الديمقراطيين الاجتماعيين. في عام 1905 نظم العمال البولنديون والألمان إضرابهم المشترك الأول. بموجب القانون الألماني لتغيير الألقاب (بالألمانية: Namensänderungsgesetz)‏ على عدد كبير من «رور البولنديين ‏» تغيير ألقابهم وأسماءهم المسيحية إلى أشكال بالألمانية، للتهرب من التمييز العرقي. كما ساهم تزايد التزاوج بين الألمان والبولنديين في توطين البولنديين العرقيين في منطقة الرور.

## الخطط الألمانية في الحرب العالمية الأولى
خلال الحرب العالمية الأولى، خططت الإمبراطورية الألمانية لضم ما يصل إلى 35000 كيلومتر مربع من بولندا قبل الحرب الكونغرس وتنظيف عرقي ما بين 2 و3 ملايين بولندي ويهودي من هذه المناطق لإفساح المجال أمام المستوطنين الألمان.     

## انعكاس التحول إلى اللغة الألمانية بعد نهاية الحكم الألماني على الأراضي البولندية
بعد انتهاء الحرب العالمية الأولى، انعكس توطين الأراضي البولندية التي أعيدت إلى بولندا إلى حد كبير، على الرغم من استمرار وجود أقليات ألمانية مهمة.
المؤرخ الأمريكي المنحدر من أصل ألماني  ريتشارد بلانك في كتابه «أيتام فرساي» يعدد أسباب نزوح السكان الألمان. تم انتقاد المؤلف من قبل كريستيان رايتز فون فرينتز، وصنفه كتابه كجزء من سلسلة حول هذا الموضوع له تحيز ضد بولندا  يقول الأستاذ البولندي أ. سينسيالا إن آراء بلانك في الكتاب متعاطفة مع ألمانيا 

### عكس التحول إلى اللغة الألمانية في بوزنان
| County (German name in brackets)                           | ethnic German population (1910) | ethnic German population (1926) | ethnic German population (1934) | decline (absolute numbers) | decline (percent) |
| ---------------------------------------------------------- | ------------------------------- | ------------------------------- | ------------------------------- | -------------------------- | ----------------- |
| Odolanów (Adelnau)                                         | 17,148                          | 10,038                          | 9,442                           | −7,706                     | −44.9             |
| Międzychód (Birnbaum)                                      | 16,012                          | 4,655                           | 4,377                           | −11,635                    | −72.7             |
| Bydgoszcz (Bromberg, town)                                 | 74,292                          | 11,016                          | 10,021                          | −64,271                    | −86.5             |
| Bydgoszcz (Bromberg, district)                             | 31,212                          | 13,281                          | 12,211                          | −19,001                    | −60.9             |
| Czarnków (Czarnikau)                                       | 17,273                          | 5,511                           | 4,773                           | −6,500                     | −57.7             |
| Gniezno (Gnesen)                                           | 26,275                          | 8,616                           | 7,876                           | −18,399                    | −70.0             |
| Gostyń (Gostyn)                                            | 6,528                           | 2,395                           | 2,162                           | −4,366                     | −66.9             |
| Grodzisk Wielkopolski (Grätz) / Nowy Tomyśl (Neutomischel) | 33,244                          | 16,576                          | 16,555                          | −16,689                    | −50.2             |
| Inowrocław (Hohensalza)                                    | 28,394                          | 8,455                           | 8,096                           | −20,298                    | −71.5             |
| Jarocin (Jarotschin) / Pleszew (Pleschen)                  | 15,436                          | 4,667                           | 4,019                           | −11,417                    | −74.0             |
| Kępno (Kempen) / Ostrzeszów (Schildberg)                   | 16,631                          | 9,310                           | 10,889                          | −5,742                     | −34.5             |
| Chodzież (Kolmar)                                          | 34,004                          | 14,246                          | 12,348                          | −21,656                    | −63.7             |
| Koźmin (Koschmin) / Krotoszyn (Krotoschin)                 | 21,542                          | 6,542                           | 5,807                           | −15,735                    | −73.0             |
| Leszno (Lissa)                                             | 31,033                          | 9,917                           | 8,371                           | −22,662                    | −73.0             |
| Mogilno (Mogilno) / Strzelno (Strelno)                     | 21,711                          | 8,727                           | 7,770                           | −13,941                    | −64.2             |
| Oborniki (Obornik)                                         | 22,450                          | 9,417                           | 8,410                           | −14,040                    | −62.5             |
| Poznań (Posen, town)                                       | 65,321                          | 5,980                           | 4,387                           | −60,934                    | −93.3             |
| Poznań (Posen, district)                                   | 21,486                          | 4,687                           | 4,252                           | −17,234                    | −80.2             |
| Rawicz (Rawitsch)                                          | 21,842                          | 6,184                           | 5,038                           | −16,804                    | −76.9             |
| Szamotuły (Samter)                                         | 17,071                          | 5,029                           | 4,841                           | −12,230                    | −71.6             |
| Śmigiel (Schmiegel) / Kościan (Kosten)                     | 11,775                          | 3,636                           | 3,488                           | −8,287                     | −70.4             |
| Śrem (Schrimm)                                             | 10,017                          | 2,802                           | 3,574                           | −6,443                     | −64.3             |
| Środa Wielkopolska (Schroda)                               | 6,201                           | 2,269                           | 2,029                           | −4,172                     | −67.3             |
| Szubin (Schubin)                                           | 21,035                          | 10,193                          | 8,879                           | −12,156                    | −57.8             |
| Wyrzysk (Wirsitz)                                          | 34,235                          | 13,495                          | 12,410                          | −21,825                    | −63.8             |
| Wolsztyn (Wollstein)                                       | 22,236                          | 10,369                          | 9,313                           | −12,923                    | −58.1             |
| Wągrowiec (Wongrowitz)                                     | 16,309                          | 8,401                           | 7,143                           | −9,166                     | −56.2             |
| Września (Wreschen)                                        | 7,720                           | 2,436                           | 2,115                           | −6,505                     | −72.6             |
| Żnin (Znin)                                                | 10,906                          | 5,404                           | 4,539                           | −6,367                     | −58.4             |
| Poznań Voivodship (total)                                  | 679,339                         | 224,254                         | 203,135                         | −468,204                   | −68.9             |

### عكس التحول إلى اللغة الألمانية في بوميرانيا
| مقاطعة </br> (الاسم الألماني بين قوسين)      | السكان من أصل ألماني (1910) | السكان من أصل ألماني (1926) | السكان من أصل ألماني (1934) | انخفاض </br> (الأعداد المطلقة) | انخفاض (النسبة المئوية) |
| -------------------------------------------- | --------------------------- | --------------------------- | --------------------------- | ------------------------------ | ----------------------- |
| Kościerzyna (Berent)                         | 20804                       | 6884                        | 5974                        | -14830                         | -71,3                   |
| فوبرزينو (برايسن)                            | 24007                       | 7615                        | 7344                        | -16663                         | -69,4                   |
| شيمنو (كولم)                                 | 23345                       | 7905                        | 7673                        | -15672                         | -67,1                   |
| تكيو (ديرشاو) / جنيو (ميو) / cwiecie (شويتز) | 70279                       | 20446                       | 17571                       | -52708                         | -75,0                   |
| جرودز (مدينة جرودنز)                         | 34194                       | 3542                        | 3875                        | -30319                         | -88,7                   |
| جرودز (غراودينز ، مقاطعة)                    | 28698                       | 9317                        | 8190                        | -20508                         | -71,5                   |
| كارتوزي (كارتهاوس)                           | 14170                       | 4800                        | 3927                        | -10243                         | -72,3                   |
| شوجنيس (كونيتز)                              | 30326                       | 9022                        | 8070                        | -22256                         | -73,4                   |
| لوبوا (لوباو)                                | 12,122                      | 2078                        | 1689                        | -10433                         | -86,1                   |
| ويهيروو (نيوستادت) / بوك (بوتزيج)            | 24528                       | 6556                        | 6305                        | -18223                         | -74,3                   |
| ستاروجارد غدانسك (Pr. Stargard)              | 17165                       | 2909                        | 3418                        | -13747                         | -80,1                   |
| تورون (بلدة ثورن)                            | 30509                       | 2255                        | 2057                        | -28452                         | -93,3                   |
| تورون (منطقة ثورن)                           | 27757                       | 7107                        | 6738                        | -21019                         | -75,7                   |
| توتشولا (توتشيل)                             | 11268                       | 3170                        | 2861                        | -8407                          | -74,6                   |
| سيبولنو كراييسكي (زيمبيلبرج)                 | 21554                       | 10866                       | 11130                       | -10424                         | -48,4                   |
| كلب صغير طويل الشعر فويفود (إجمالي)          | 421033                      | 117251                      | 107555                      | -313347                        | -74,5                   |